# Eleição municipal de Ribeirão Preto em 2000
A eleição municipal de Ribeirão Preto em 2000 aconteceu em 1 de outubro do mesmo ano, para a eleição de um prefeito, um vice-prefeito e mais 21 vereadores do município para os mandatos de 1 de janeiro de 2001 a 31 de dezembro de 2004. Na eleição para prefeito, caso o primeiro colocado não atingisse o percentual de votação superior à 50% dos votos, haveria a ocorrência de um segundo turno, disputado entre os dois primeiros candidatos.
Antônio Palocci (PT) foi o candidato eleito, ficando Antônio Carlos Morandini (PFL) em segundo lugar e o Antônio Duarte Nogueira Júnior (PSDB), em terceiro.

## Candidaturas oficiais
|  | Nº | Candidato(a) a prefeito | Candidato(a) a prefeito                                | Candidato(a) a vice-prefeito | Candidato(a) a vice-prefeito                          | Coligação |
|  | -- | ----------------------- | ------------------------------------------------------ | ---------------------------- | ----------------------------------------------------- | --- |
|  | 13 |                         | Antônio Palocci (PT) Antônio Palocci Filho             |                              | Gilberto Maggioni (PMN) Gilberto Sidnei Maggioni      | "Para Mudar Ribeirão" - Partido dos Trabalhadores (PT) - Partido Liberal (PL) - Partido do Movimento Democrático Brasileiro (PMDB) - Partido Humanista da Solidariedade (PHS) - Partido da Mobilização Nacional (PMN) - Partido Comunista Brasileiro (PCB) - Partido Democrático Trabalhista (PDT) - Partido Comunista do Brasil (PCdoB) - Partido Socialista Brasileiro (PSB) |
|  | 25 |                         | Carlos Morandini (PFL) Antônio Carlos Morandini        |                              | Sebastião Xavier (PFL) Sebastião Xavier               | "Novo Tempo" - Partido da Frente Liberal (PFL) - Partido Social Liberal (PSL) - Partido Renovador Trabalhista Brasileiro (PRTB) |
|  | 23 |                         | Dácio Campos (PPS) Dácio Eduardo Leandro Campos        |                              | Emilson Roveri (PPS) Emilson Antônio Martinez Roveri  | "Assim com Ribeirão" - Partido Popular Socialista (PPS) - Partido dos Aposentados da Nação (PAN) - Partido Republicano Progressista (PRP) - Partido Social Trabalhista (PST) |
|  | 45 |                         | Duarte Nogueira (PSDB) Antônio Duarte Nogueira Júnior  |                              | Delvita Pereira Alves (PSDB) Delvita Pereira Alves    | "Frente Democrática Todos por Ribeirão" - Partido da Social Democracia Brasileira (PSDB) - Partido Trabalhista Brasileiro (PTB) - Partido Social Cristão (PSC) - Partido Verde (PV) - Partido Social Democrático (PSD) |
|  | 16 |                         | Francisco Noronha (PSTU) Francisco Noronha de Oliveira |                              | Ismael Krauss (PSTU) Ismael Krauss de Lima            | Partido não coligado - Partido Socialista dos Trabalhadores Unificado (PSTU) |
|  | 11 |                         | Zé Avelino (PPB) José Avelino Franco do Amaral         |                              | Vera Lúcia Nogueira (PPB) Vera Lúcia Nogueira Gontijo | Partido não coligado - Partido Progressista Brasileiro (PPB) |

## Resultados eleitorais

### Poder Executivo
| 1º Turno 1 de outubro de 2000 | 1º Turno 1 de outubro de 2000 | 1º Turno 1 de outubro de 2000 | 1º Turno 1 de outubro de 2000 |
| Candidato(a)                  | Vice                          | Votação                       | Votação                       |
| Candidato(a)                  | Vice                          | Total                         | Porcentagem                   |
| ----------------------------- | ----------------------------- | ----------------------------- | ----------------------------- |
| Antônio Palocci (PT)          | Gilberto Maggioni (PMN)       | 146.112                       | 56,06%                        |
| Carlos Morandini (PFL)        | Sebastião Xavier (PFL)        | 71.363                        | 27,38%                        |
| Duarte Nogueira (PSDB)        | Delvita Pereira Alves (PSDB)  | 30.502                        | 11,70%                        |
| Zé Avelino (PPB)              | Vera Lúcia Nogueira (PPB)     | 5.098                         | 1,96%                         |
| Dácio Campos (PPS)            | Emilson Roveri (PPS)          | 4.952                         | 1,90%                         |
| Francisco Noronha (PSTU)      | Ismael Krauss (PSTU)          | 2.603                         | 1,00%                         |
| Total de votos válidos        | Total de votos válidos        | 260.630                       | 100,00%                       |
| Votos apurados                |                               |                               |                               |
| Votos válidos                 | Votos válidos                 | 260.630                       | 92,66%                        |
| Votos em branco               | Votos em branco               | 8.005                         | 2,85%                         |
| Votos nulos                   | Votos nulos                   | 12.624                        | 4,49%                         |
| Total de votos apurados       | Total de votos apurados       | 281.259                       | 100,00%                       |
| Eleitores                     |                               |                               |                               |
| Comparecimento                | Comparecimento                | 281.259                       | 86,93%                        |
| Abstenções                    | Abstenções                    | 42.305                        | 13,07%                        |
| Total de eleitores            | Total de eleitores            | 323.564                       | 100,00%                       |

### Poder Legislativo
| Nome do eleito      | Partido | Votos  |
| ------------------- | ------- | ------ |
| Baleia Rossi        | PMDB    | 11.196 |
| Walter Gomes        | PPB     | 7.201  |
| Coraucci Neto       | PFL     | 7.066  |
| Donisetti Rosa      | PT      | 6.518  |
| Dárcy Vera          | PFL     | 6.154  |
| Paulo César Saqui   | PFL     | 5.269  |
| Joana Garcia        | PT      | 5.201  |
| Dr. Jorge Parada    | PT      | 4.676  |
| Leopoldo Paulino    | PSB     | 4.534  |
| Nicanor Lopes       | PSDB    | 4.275  |
| Dr. Waldyr Villela  | PSD     | 4.046  |
| Beto Cangussu       | PT      | 4.010  |
| Silvana Resende     | PSDB    | 4.950  |
| Cícero Gomes        | PTB     | 3.848  |
| Merchó Costa        | PMDB    | 3.590  |
| Bertinho Scandiuzzi | PDT     | 3.475  |
| Sílvio Martins      | PMDB    | 2.884  |